# Micrurus annellatus
Micrurus annellatus é uma espécie de cobra-coral, um elapídeo do gênero Micrurus. É preta ou azul-escuro, com finos anéis de cor branca, amarela, azul-claro ou vermelhos. Ocorre no Brasil, Bolívia, Equador e Peru.